# Pecorino bagnolese
Il pecorino bagnolese è un formaggio, ricavato dal latte di pecora, prodotto sull'altopiano di Laceno in Irpinia. È un presidio Slow food e prodotto agroalimentare tradizionale italiano.

## Storia
Sull'altopiano Laceno, nel Parco Regionale dei Monti Picentini, si alleva una razza ovina autoctona, la Bagnolese. Un tempo molto diffusa anche fuori dall'Irpinia, la Bagnolese è ridotta oggi a un migliaio di capi, tenuti allo stato brado o semibrado e condotti ai pascoli estivi secondo l'antica pratica della "monticazione". Di taglia piuttosto grossa, questa pecora ha manto bianco chiazzato di scuro lungo il dorso: dal suo latte si ricavano pregiati pecorini, prodotti secondo il sistema tradizionale.

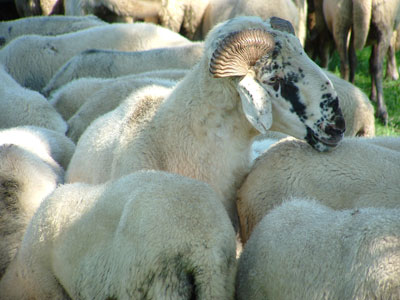
Pecora bagnolese

## Produzione[3]
Al latte crudo si unisce il caglio di agnello prodotto localmente. Dopo la rottura della cagliata, si separa la massa dal siero, che verrà utilizzato per preparare la ricotta, fresca o salata. Posta nei cesti di vimini, la massa viene salata. La stagionatura è variabile: dopo circa 2 mesi, il pecorino bagnolese si presenta ricoperto da una compatta crosta di colore marrone più o meno carico; la pasta, paglierina è soda, consistente e grassa. Il sapore ricco e pieno, si fa più piccante con il progredire dell'affinamento: se molto maturo, il pecorino bagnolese diventa un ottimo formaggio da grattugia.